# Odell Butte
Pour les articles homonymes, voir Odell.
Odell Butte est un cône volcanique de l'Oregon, aux États-Unis. Il culmine à 2 128 mètres dans le comté de Klamath, au sein de la forêt nationale de Deschutes.